# Combretum nanum
Combretum nanum är en tvåhjärtbladig växtart som beskrevs av Buch.-ham. och David Don. Combretum nanum ingår i släktet Combretum och familjen Combretaceae. Inga underarter finns listade i Catalogue of Life.